# 東日本高速道路
東日本高速道路株式会社（ひがしにほんこうそくどうろ、英: East Nippon Expressway Company Limited）は、 高速道路株式会社法に基づき設立された特殊会社。通称はNEXCO東日本（ネクスコひがしにほん）。東京都千代田区霞が関に本社を置く。NEXCO3社のうちの一つで、東日本地域の高速道路、自動車専用道路を管理運営する。

## 会社概要
2005年10月1日に、日本道路公団等民営化関係法施行法（平成十六年法律第百二号）第9条の規定により、同法が施行されたのと同時に、設立となった。
道路関係四公団の民営化方式として採用された上下分離方式において、道路施設の管理運営（いわゆる上の部分）を業務とする。道路施設の保有を目的に設立される独立行政法人日本高速道路保有・債務返済機構から、道路施設を借り受ける形態を取る。高速道路等の新規建設も事業内容に含まれるが、完成した道路は機構が（建設債務も含めて）保有することになる。
コーポレートスローガンは「あなたに、ベスト・ウェイ」である。また、関東支社では、ハイウェイラジオの放送内容の最後に、新潟支社では、放送内容の最初に「あなたに、ベスト・ウェイ。ネクスコ東日本」とアナウンスされている。
ブランドカラーは「ネクスコ・グリーン」と呼ばれる緑。同社では、東日本・北日本の安息を感じさせる自然をイメージした、深みと明るさのある緑としている。
支社
| 支社       | 所在地                                                  |
| ---------- | ------------------------------------------------------- |
| 北海道支社 | 札幌市厚別区大谷地西5丁目12-30                          |
| 東北支社   | 仙台市宮城野区榴岡一丁目1番1号 JR仙台イーストゲートビル |
| 関東支社   | さいたま市大宮区桜木町1-11-20 大宮JPビルディング        |
| 新潟支社   | 新潟市中央区天神1−1 新潟プラーカ3                       |

## 事業範囲
概ね北海道、東北地方、関東地方、および信越地方において、旧日本道路公団 （JH）が管理していた道路を事業範囲とする（首都高については首都高速道路株式会社の事業範囲となる）。なお、東名高速道路・中央自動車道を中心とする東京都・神奈川県内・長野県内の一部路線はNEXCO中日本の事業範囲に含まれている。

## 管理する路線

ネクスコ各社の管轄図

具体的には、以下の道路が事業範囲となる（高速道路株式会社法第6条に基づき日本高速道路保有・債務返済機構との間に締結された協定による）。

### 全国道路網

#### 高速自動車国道
- 北海道縦貫自動車道
  - 函館名寄線 道央自動車道
- 北海道横断自動車道
  - 黒松内釧路線 後志自動車道・札樽自動車道・道東自動車道（本線）
  - 黒松内北見線 道東自動車道（端野支線）
- 東北縦貫自動車道
  - 弘前線 東北自動車道
  - 八戸線 八戸自動車道・青森自動車道
- 東北横断自動車道
  - 釜石秋田線 釜石自動車道・秋田自動車道
  - 酒田線 山形自動車道
  - いわき新潟線 磐越自動車道
- 日本海沿岸東北自動車道 日本海東北自動車道
- 東北中央自動車道
  - 相馬尾花沢線 東北中央自動車道
- 関越自動車道
  - 新潟線 関越自動車道
  - 上越線 上信越自動車道
- 常磐自動車道 常磐自動車道
- 東関東自動車道
  - 千葉富津線 館山自動車道
  - 水戸線 東京外環自動車道、東関東自動車道
- 北関東自動車道 北関東自動車道
- 中央自動車道
  - 長野線（安曇野市から千曲市まで（安曇野ICを除く。） - 長野自動車道
- 北陸自動車道（新潟市から富山県下新川郡朝日町まで（朝日ICを除く） - 北陸自動車道
- 成田国際空港線 新空港自動車道

#### 一般有料道路（高規格幹線道路に接続する路線）
A'は国幹道に並行する一般国道自動車専用道路。Bは、一般国道自動車専用道路
- 深川沼田道路（深川留萌自動車道、国道233号、B）
- 苫東道路（日高自動車道、国道235号、B）
- 百石道路（国道45号 A'）
- 秋田外環状道路（秋田自動車道、国道7号 A'）
- 琴丘能代道路（秋田自動車道、国道7号 A'）
- 湯沢横手道路（国道13号 A'）
- 三陸沿岸道路 仙塩道路（三陸自動車道、国道45号、B）
- 仙台北部道路（国道47号 A'）
- 仙台東部道路（国道6号 A'）
- 仙台南部道路（国道6号）
- 米沢南陽道路（東北中央自動車道、国道13号 A'）
- 東水戸道路（国道6号 A'）
- 首都圏中央連絡自動車道（圏央道、国道468号（ あきる野市から木更津市まで）、B)
- 京葉道路（国道14号、国道16号 A'）
- 富津館山道路（国道127号 A'）
- 第三京浜道路（国道466号）
- 横浜新道（国道1号・国道16号）
- 横浜横須賀道路（国道16号・国道468号、（国道468号の区間のみB））
- 千葉東金道路（国道126号）
- 東京湾アクアライン・東京湾アクアライン連絡道（国道409号・国道468号）

#### その他自動車交通施設
- 日比谷自動車駐車場（日比谷公園の地下駐車場）
- 仙台南トラックターミナル
- 郡山トラックターミナル

## 主な関連企業
連結子会社
2022年3月31日時点で、連結子会社は全体で24社となっている
- ネクスコ東日本エリアトラクト（サービスエリア・パーキングエリア内商業施設の管理・運営）
- ネクスコ東日本リテイル（サービスエリア・パーキングエリアの直営店舗の運営）
- E-NEXCO INDIA PRIVATE LIMITED (インドにおける高速道路の調査業務等)

持分法適用会社
2022年3月31日時点で、持分法適用会社は全体で7社となっている
- 東京湾横断道路
- 高速道路総合技術研究所
- 日本高速道路インターナショナル

## 高速人CAR
高速人CAR（こうそくじんカー）とは、三菱UFJニコスと提携したクレジットカード「E-NEXCO pass」、別称「高速人CARD（こうそくじんかーど）」 の宣伝車のこと。ベース車は「ネクスコ・グリーン」」（■）にカラーリングしたAE86である。「高速人CAR」コミュニティがある。

## CM出演者等
- 中川絵美里 - 高速道路リニューアルプロジェクトなど全般
- Negicco - 新潟支社（北陸道応援大使[5]など）

## 提供番組
- あなたに、ベスト・ウェイ。 - 東北6県に所在するコミュニティFM全21局でブロックネット放送。場合により新潟県のコミュニティFM局でも放送。毎週金曜日・土曜日各5分
- はいうぇい 人街ネット - 東北地方の民放ラジオ(AM・FM)局で放送されるミニ番組。
- NEXCO東日本 ドライビング ナビゲーター - 北海道の民放ラジオ4局[6][7][8][9]とコミュニティFM5局で放送。
- MY BEST WAY - テレビ埼玉制作で、同局を含む5いっしょ3ちゃんねる加盟局で放送。テレビ埼玉アナウンサーが管内の高速道路をドライブする5分番組。
- 飯田浩司のOK! Cozy up!「NEXCO東日本presents 教えて!ニュースキーワード」 - ニッポン放送で平日朝に放送の同番組で7:30頃に放送されるコーナー。
- NEXCO東日本presents ヤンの気ままにドライブ - エフエムラジオ新潟（FM-NIIGATA）『Gottcha!!』木曜日に放送されるコーナー。2006年10月に放送を開始[10]。
- NEXCO東日本 presents ハロー・ハイウェイ - TOKYO FM制作・JFN12局ネット。2019年5月26日 - 2020年3月29日の毎週日曜日9:00 - 9:25に放送された。
- NEXCO東日本 Presents「MY BEST WAY」 - U-net制作、BSテレ東で毎週火曜日20:49 - 20:54に放送。